# Tore Almén
Tore August Almén, född 14 oktober 1871 i Uppsala, död 15 mars 1919 i Stockholm, var en svensk rättsvetare och ämbetsman. 
Han var son till professor August Almén, läkare och kemist, och dotterson till Elias Fries. Han var bror till Gunhild Almén, lärarinna vid Brummerska skolan i Stockholm, känd för social reformverksamhet och Ina Almén, direktör för Svenska hem.

## Biografi
Almén blev docent i civilrätt vid Uppsala universitet 1897, juris licentiat 1900 och juris doktor 1900. Han var lärjunge till Victor Nordling och gick i hans fotspår gällande teoribildning. Almén vidareutvecklade Nordlings praktiska och pragmatiska argumentation. Han kan även betraktas som portalgestalten för den sociala realismen, som började gro bland nordiska jurister i 1900-talets början. Hans stora kommentar till lagen om köp och byte av lös egendom (1906–1908) anses vara något av det bästa inom sitt område. Idag intar vetenskapliga kommentarer en framträdande plats i förståelsen och tolkningen av en lag. Han systematiserade rättsligt även de många lokala auktionsreglementena. Mellan 1910 och 1914 var Almén ledamot i obligationskommittén och 1918 var han dess ordförande. År 1904 blev han adjungerad i Svea hovrätt. Åren 1906–1909 var han ledamot av Lagberedningen, 1911 revisionssekreterare och 1915–1918 justitieråd. Han var med 1916 vid grundandet av Svensk Juristtidning. Han gjorde även insatser för nordiskt lagstiftningsarbete och juristmöten. Tore Almén är begravd på Uppsala gamla kyrkogård.

## Utmärkelser
- Kommendör av andra klassen av Vasaorden, 30 september 1914.[7]
- Riddare av Nordstjärneorden, 1909.[8]